# مانیگو
مانیگو (فرانسوی: Manigod‎) یک کمون در دپارتمان اوت-ساووآ در ناحیه اوورنی-رون-آلپ فرانسه است که در سال ۲۰۱۸ میلادی ۹۹۸ نفر جمعیت داشت.